# St. Nikolaus (Unterammergau)

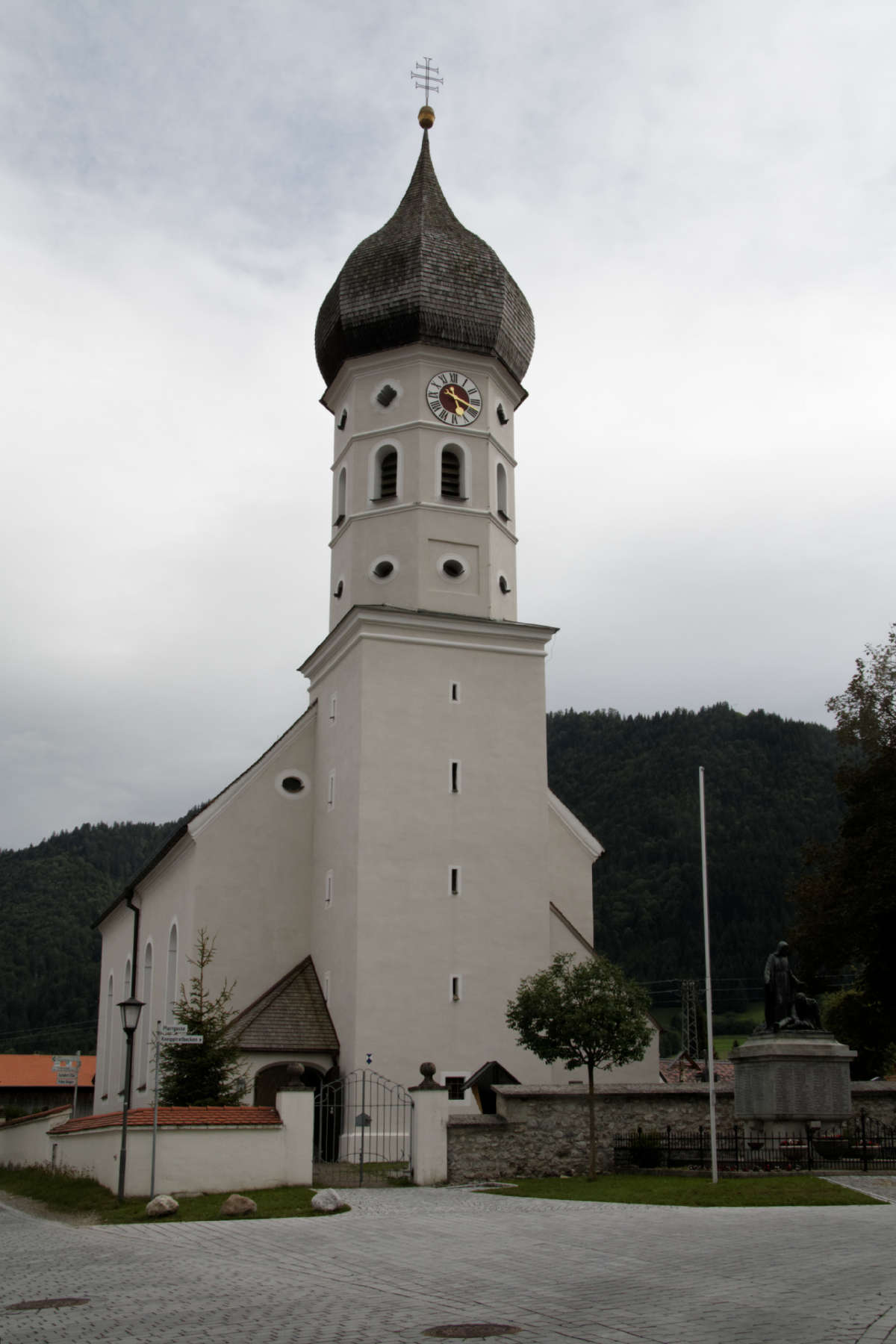
St. Nikolaus in Unterammergau

St. Nikolaus in Unterammergau ist ein Kirchengebäude der römisch-katholischen Kirche. Die Kirche ist dem heiligen Nikolaus von Myra geweiht. Sie ist als Baudenkmal in die Bayerische Denkmalliste eingetragen.

## Lage

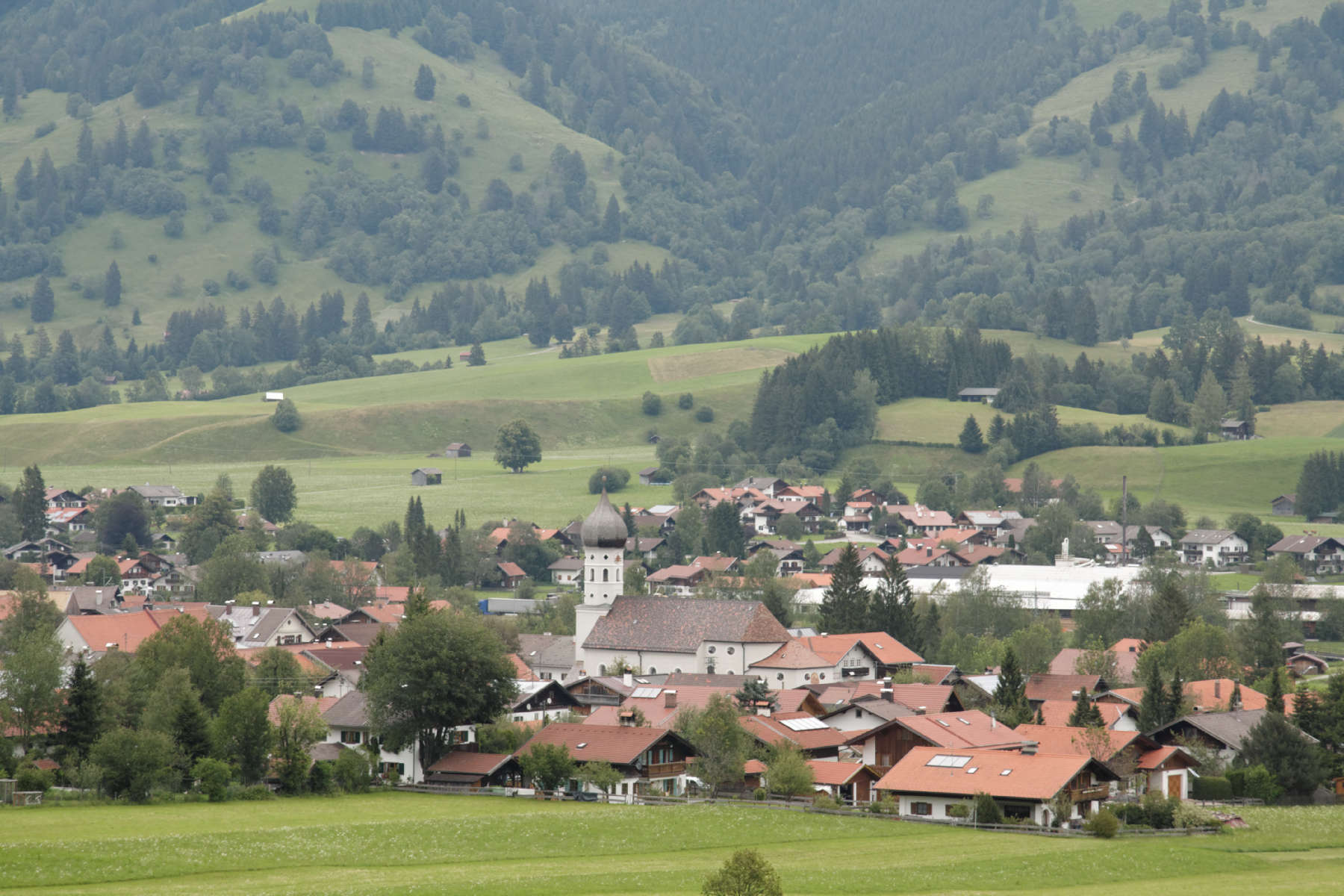
Lage der Kirche inmitten des Oberdorfs

Die Kirche liegt im historischen Ortskern, dem Oberdorf, an der Dorfstraße. Sie ist von einem Friedhof mit Friedhofsmauer umgeben. Die Hauptachse verläuft ungefähr in Nord-Süd-Richtung mit einer Abweichung von circa 20° gegen den Uhrzeigersinn.

## Geschichte
In Unterammergau gab es, wie archäologische Untersuchungen ergeben haben, schon im 12. Jahrhundert eine Kirche aus Stein. 1315 wurde diese Kirche erstmals urkundlich erwähnt. Sie war geostet und lag etwa unter dem nördlichen Drittel der heutigen Kirche. Nach der Mitte des 15. Jahrhunderts wurde ihr Altarraum vergrößert.
Die Neuerrichtung der Kirche begann mit dem Bau eines größeren Turmes 1688. Erst im Frühjahr 1709 wurde mit dem Bau des Kirchenschiffs nach den Plänen des Rottenbucher Chorherren Germanus Pecher begonnen. Die neue Kirche war nicht mehr geostet, sie orientierte sich an dem Verlauf der Dorfstraße, die ihrerseits etwa parallel zur Ammer ungefähr in Nord-Süd-Richtung verläuft. Geweiht wurde die Kirche am 8. August 1710 durch Johann Franz Eckher den damaligen Fürstbischof von Freising.
Zunächst gehörte die Kirche zu der Pfarrei Oberammergau. 1787 wurde in Unterammergau eine Kuratie errichtet, die 1809 zur Pfarrei erhoben wurde. Zu dieser Pfarrei gehörten außer den Ortsteilen Oberammergaus auch die südlichen Ortsteile Saulgrubs: Wurmansau mit der Kapelle St. Joseph, Altenau mit der Kirche St. Anton und Unternogg. Seit 1992 bilden Ober- und Unterammergau einen Pfarrverband mit Sitz in Oberammergau.
1989/90 erfolgte eine umfangreiche Renovierung des Äußeren und Inneren der Kirche. Bei dieser Gelegenheit wurden auch die Ausgrabungen durchgeführt, die Aufschluss über die mittelalterlichen Bauten gaben.

## Äußeres

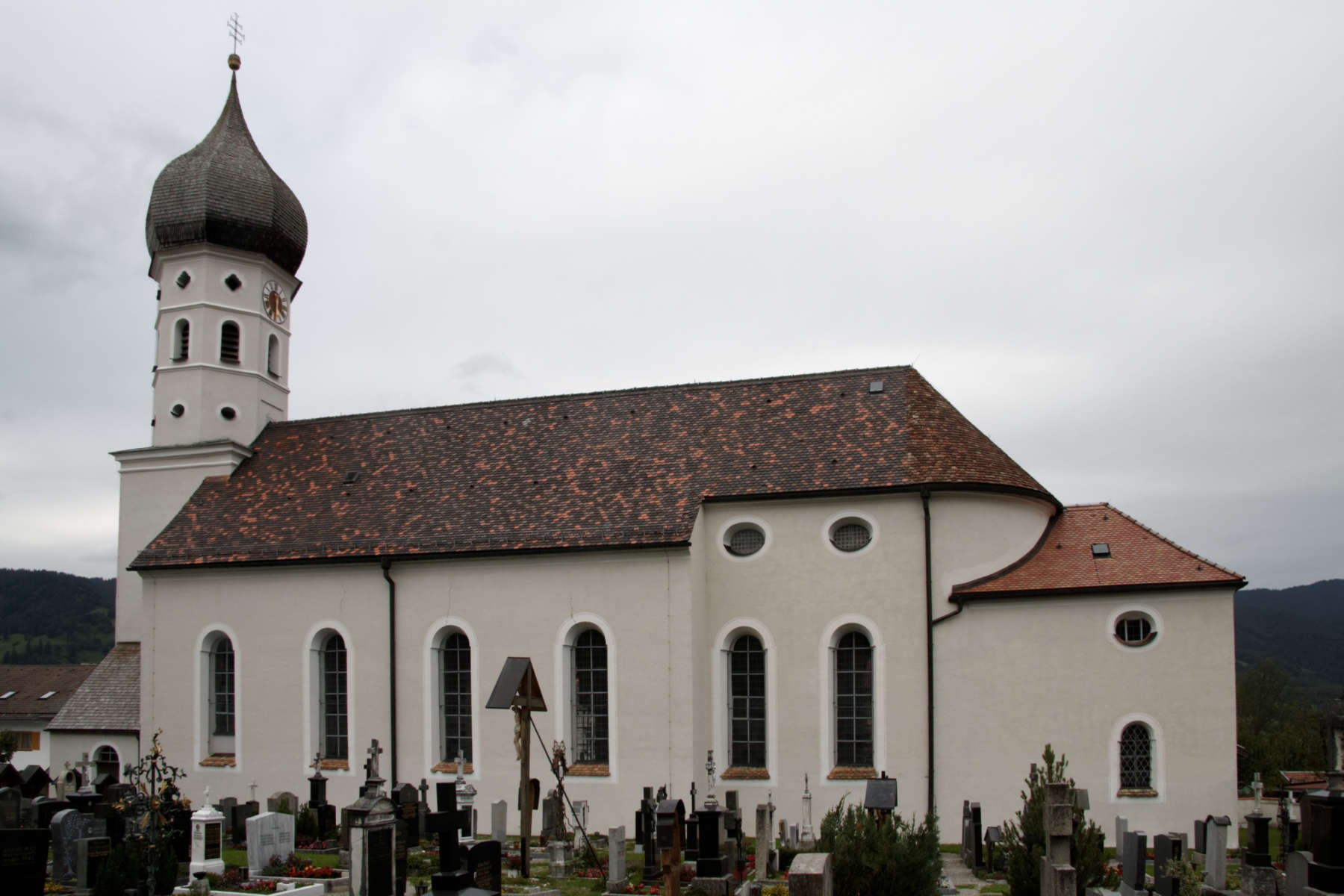
Die Kirche von Westen

Das Bauwerk besteht aus vier Bauteilen, die in einer Achse aufgereiht sind. Im Norden steht der 35 m hohe Turm. Über einem viereckigen Sockel erhebt sich ein achteckiger Aufsatz mit Glockenstube und Turmuhr, der einen mit Holzschindeln gedeckten Zwiebelhelm trägt. Nach Süden schließen sich das Langhaus und der Chor mit Apsis an, die ein gemeinsames Satteldach tragen. Südlich an die Apsis ist das niedrigere Sakristeigebäude angebaut.
Das Langhaus hat beidseitig je vier Rundbogenfenster, der Chor je zwei, über denen sich noch zwei ovale Fenster befinden. Die beiden Eingänge zum Langhaus liegen an der nördlichen Schmalseite auf beiden Seiten des Turms.

## Inneres
Das Innere der Kirche ist durch drei Stilrichtungen des 18. Jahrhunderts geprägt: den Barock in der Raumgestaltung und dem Deckenschmuck, das Rokoko in den Altären und der Kanzel sowie den Klassizismus in dem Chorgestühl und dem Taufsteinaufsatz.

### Raum

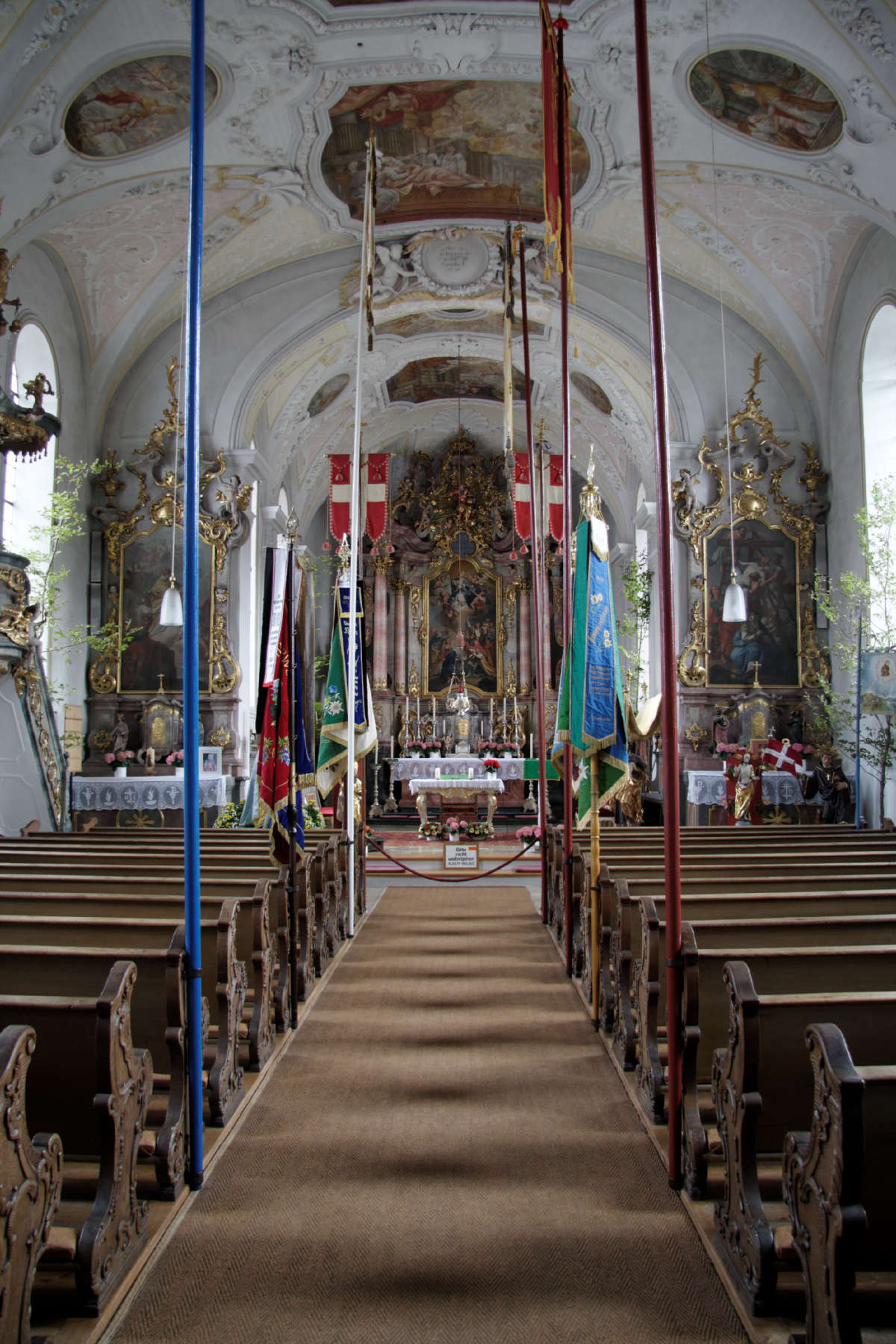
Langhaus und Chor

Der Kirchenraum hat innen eine Gesamtlänge von 28,80 m. Das Langhaus und der daran anschließende Chor sind durch einen Triumphbogen voneinander getrennt. Das Langhaus ist 10,35 m breit, der Chor 7 m. Das Langhaus hat eine Höhe von 9,10 m. Langhaus und Chor haben beide ein gedrücktes Tonnengewölbe mit Stichkappen zu den Fenstern hin, das Langhaus mit vier Jochen, der Chor mit zwei. Das Gewölbe ist nicht gemauert, sondern aus einer Holzkonstruktion gebildet. Die Wände zwischen den Fenstern sind durch Pilaster gegliedert.
Fünf große Deckenfelder zwischen einander gegenüberliegenden Stichkappen (vier im Langhaus, eins im Chor) und acht Medaillons zwischen benachbarten Stichkappen (sechs im Langhaus, zwei im Chor) sind mit Szenen aus dem Leben des heiligen Nikolaus bemalt. Ein weiteres Deckenfeld im Chor stellt den Heiligen Geist dar. Diese Freskenmalereien wurden von den Oberammergauer Malern Johann Jakob Würmseer und Sebastian Würmseer angefertigt. Die übrigen Teile des Gewölbes sind mit weißem Stuck in Form von Girlande, Blüten, Blättern, Muscheln usw. verziert, der teils auf weißem und teils auf pastellfarbenem (hellgelb, rosa) Untergrund aufgebracht ist. Stuckateur war Francesco Marazzi aus Como.
An der nördlichen Rückwand des Langhauses liegen zwei Emporen übereinander. Die Brüstung der unteren Empore ist mit drei Fresken von Franz Seraph Zwinck bemalt, an der oberen Empore ist das Orgelgehäuse angebracht.

### Ausstattung
Als Hochaltar wurde ursprünglich ein bereits 1696 für die alte Kirche angefertigter Altar verwendet. 1751–1761 wurde dieser durch einen neuen Altar ersetzt, der von dem Kleinkitzighofener Altarbauer Simon Ganter im Stil des Rokoko errichtet wurde. Das Altarbild zeigt Mariä Aufnahme in den Himmel. Über den Durchgängen seitlich des Altares stehen Figuren der Heiligen Anna und Joachim, der Eltern Marias. Auf beiden Seiten des Chorraums steht ein Chorgestühl aus dem Jahr 1799 im Stil des Klassizismus.
Rechts und links neben dem Übergang zwischen Langhaus und Chor stehen zwei Seitenaltäre von 1768/69, die wie der Hochaltar im Stil des Rokoko gehalten sind. Das linke Altarbild zeigt den Kirchenpatron St. Nikolaus, das rechte die Kreuzabnahme. Beide Altäre haben Tabernakel, neben denen Heiligenfiguren stehen, beim linken Altar Elisabeth und Barbara, beim rechten Altar die Apostel Johannes und Jakobus der Ältere.
An der linken Seitenwand ist die Kanzel angebracht, ebenfalls im Stil des Rokoko, zu der eine Treppe mit Brüstung hinaufführt. Ein vergoldetes Relief am Korb der Kanzel stellt Jesus und Johannes den Täufer als Kinder dar, drei Putten zeigen Symbole der göttlichen Tugenden Glaube, Hoffnung und Liebe. Auf dem Schalldeckel steht eine Figur des Erzengels Michael. Der Kanzel gegenüber hängt an der rechten Seitenwand ein Kruzifix mit Schmerzensmutter aus der Mitte des 18. Jahrhunderts.
Zur übrigen Einrichtung gehören ein barocker Taufstein mit klassizistischem Aufsatz, Figuren der Heiligen Johannes Nepomuk und Antonius von Padua aus dem 18. Jahrhundert und Figuren der Heiligen Augustinus und Nikolaus von Ignaz Degler, die noch von dem alten Hochaltar von 1696 erhalten geblieben sind.

### Orgel
Schon 1787 war die ursprüngliche Orgel durch eine neue ersetzt worden, die ihrerseits 1893 gegen eine zweimanualige Orgel mit zwölf Registern ausgetauscht wurde. Die heutige Orgel mit zwei Manualen und siebzehn Registern stammt von der Firma Anton Staller und wurde 1966 gefertigt. Das Orgelgehäuse ist an die Rokokoformen der Altäre angepasst. Die Disposition lautet:
| I Hauptwerk |       |
| Prinzipal   | 8′    |
| Rohrflöte   | 8′    |
| Salizional  | 8′    |
| Oktave      | 4′    |
| Querflöte   | 4′    |
| Waldflöte   | 2′    |
| Mixtur IV–V | 1 ⁄3′ |

| II Rückpositiv |        |
| Gedackt        | 8′     |
| Metallflöte    | 4′     |
| Prinzipal      | 2′     |
| Terzian        | 1 3⁄5′ |
| Zimbel II      | 1/2′   |

| Pedal       |     |
| Subbaß      | 16′ |
| Oktavbaß    | 8′  |
| Choralflöte | 4′  |
| Fagott      | 16′ |

- Koppeln: II/I, I/P, II/P

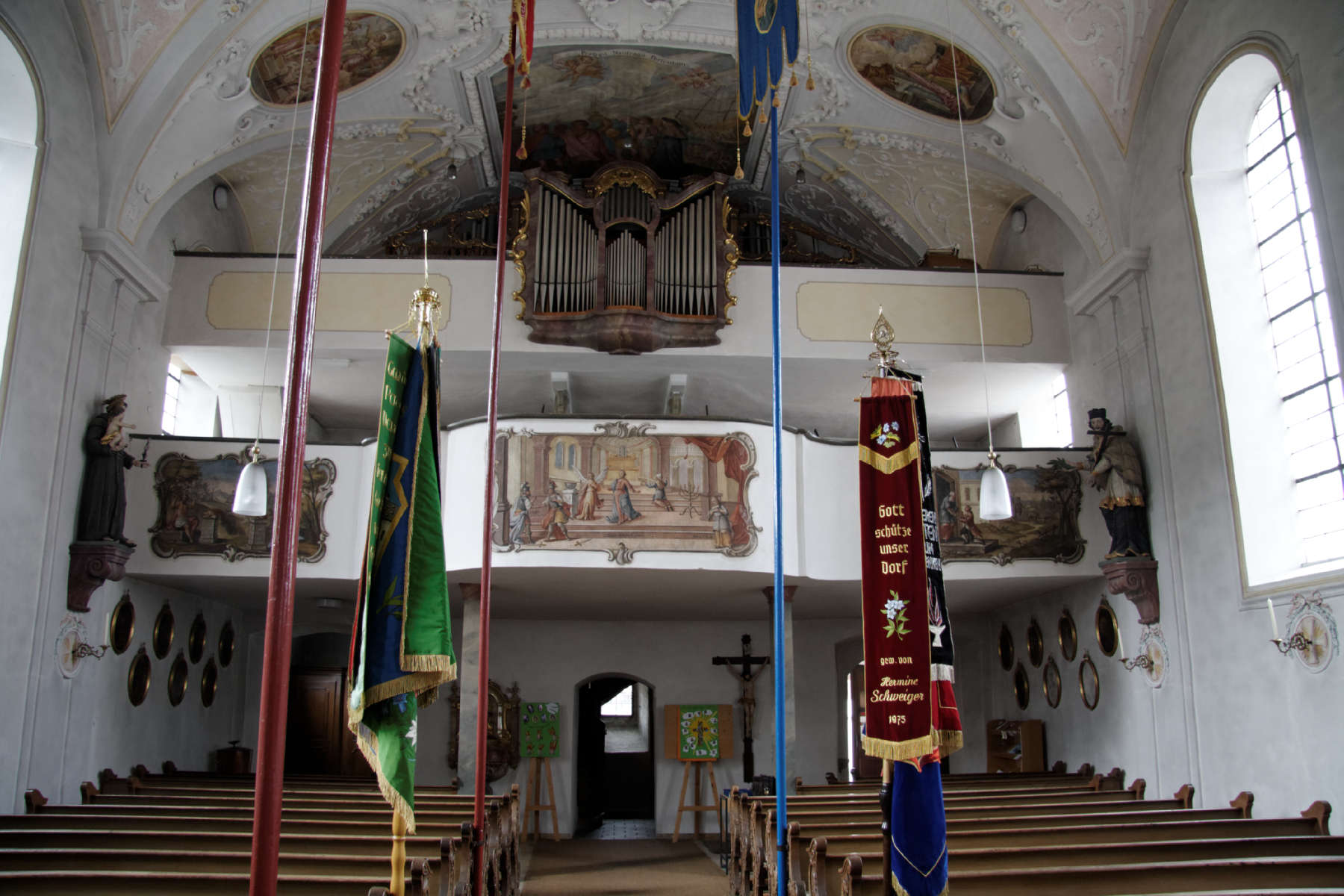
Emporen und Orgel

- Spielhilfen: Eine freie Kombination, Tutti, Piano Pedal ab, Zungen ab
- Bemerkungen: Einige Register der Maerz-Orgel von 1893 wurden übernommen.

### Glocken
Schon früh hingen im Turm vier Glocken. Zwei davon stammen noch aus dem 18. Jahrhundert. Die beiden anderen Glocken waren im Ersten Weltkrieg eingeschmolzen worden und wurden durch zwei 1922 gegossene Glocken ersetzt. Von diesen Glocken befindet sich keine mehr im Turm. Wahrscheinlich wurden alle im Zweiten Weltkrieg zerstört. Aktuell befinden sich wieder vier Glocken im Kirchturm. Sie wurden in den Jahren 1948 und 1949 von Karl Czudnochowsky in Erding gegossen.
| Glocke    | 1        | 2      | 3      | 4      |
| --------- | -------- | ------ | ------ | ------ |
| Name      | Nikolaus | Maria  | Konrad | Joseph |
| Masse     | 1023 kg  | 415 kg | 270 kg | 151 kg |
| Schlagton | e1       | gis1   | h1     | cis2   |
| Gussjahr  | 1949     | 1948   | 1948   | 1949   |

Mit der Tonfolge E – Gis – H – Cis (große Terz, kleine Terz, große Sekund) entspricht das Glockengeläut der Geläutedisposition des Salve Regina.